# Ogród zoologiczny w Bangkoku

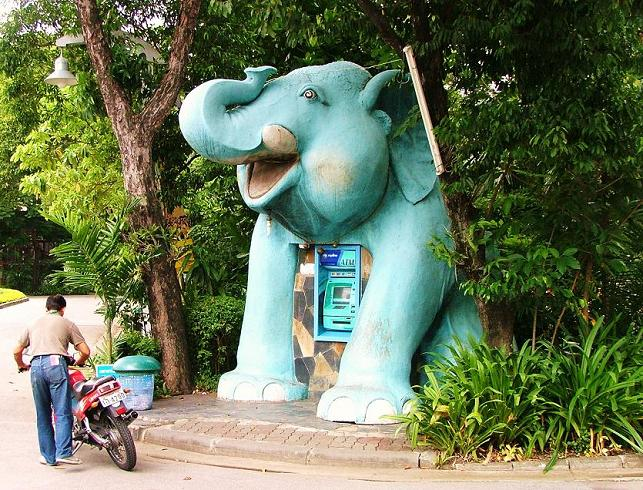
Bankomat w Dusit ZOO

Ogród zoologiczny w Bangkoku (Dusit ZOO, taj. สวนสัตว์ดุสิต, wymowa: sŭan-sàt dù-sìt) – ogród zoologiczny w stolicy Tajlandii.

## Historia
Teren obecnego ogrodu zoologicznego to dawny królewski ogród Dusit. Król Chulalongkorn (Rama V, 1853–1910) sprowadził do niego różnorodne zwierzęta z Jawy. Król Ananda Mahidol (Rama VIII) zaoferował część ogrodu miastu Bangkok, z przeznaczeniem na ZOO. Ogród zoologiczny, pod nazwą Dusit ZOO, otwarto dla publiczności 18 marca 1938. 

## Stan obecny
W ogrodzie przebywa (stan na 2007) około 2000 zwierząt z terenu Tajlandii i innych części świata, zwłaszcza z Indochin. Powierzchnia ZOO to 47 akrów. W ogrodzie pojawia się około 2 miliony zwiedzających rocznie. W ofercie, oprócz zwierząt, znajduje się muzeum zoologiczne, wynajem łodzi na stawie, dom zwierząt nocnych, przejażdżki ciągnikiem samochodowym z doczepami i prezentacje zwierząt przez opiekunów. Główne wejście znajduje się przy Rama V Road.